# アンクレット

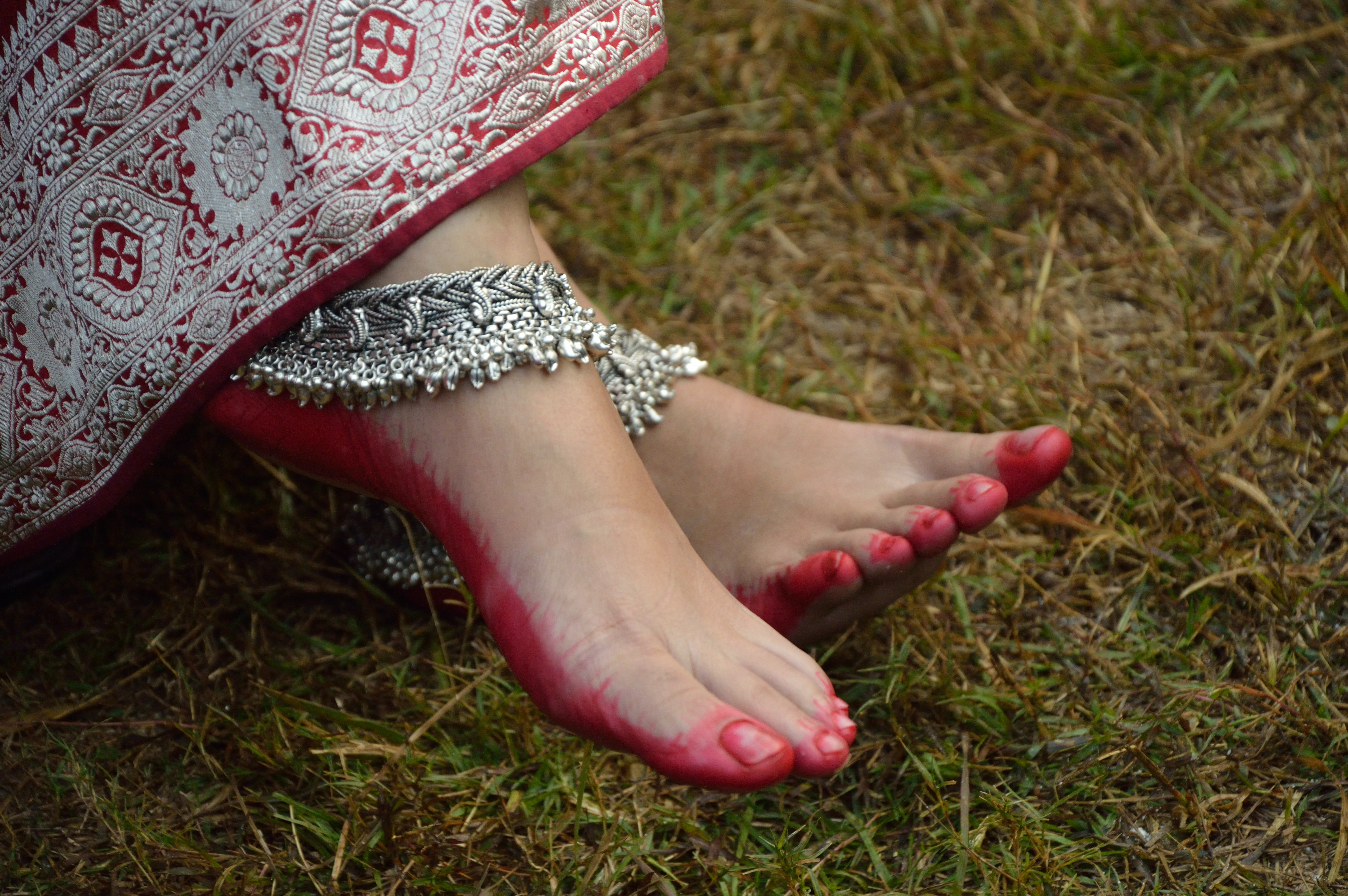
金属線を複雑に編んで作ったデザイン (コルカタ)

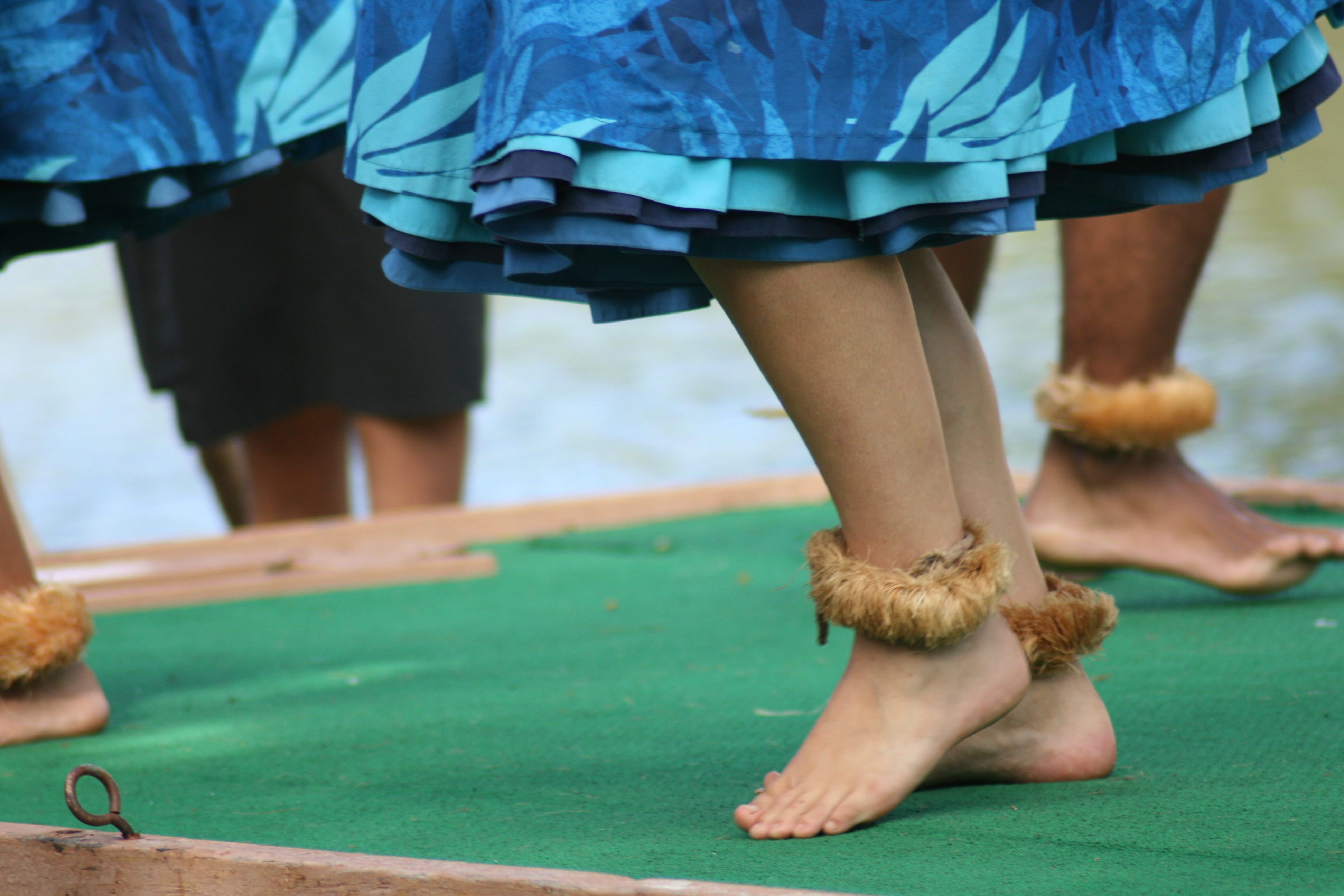
植物で編んだ現代の例 (ポリネシア文化センター)

アンクレット（英: anklet）は足首に着ける装飾品で、語源は手首に着けるブレスレットに対して「足首（アンクル）に着けるブレスレット」という意味。その素材は銀や金のほか金属、皮革や樹脂、合成繊維とさまざまである。主に若い女性が身につける西洋の国々でも、年配の女性がよそおう姿は見られる。

## 概要
近世の英語圏の文献に初めて登場した時期は1700年代末とされる。アンクレットを着けた姿がエジプトで壁画や彫像に表された時代をみると、王朝誕生前（紀元前5000年–3100年）の時代までさかのぼり、それ以前の先史時代から草の茎や蔓を足首に巻いていたと考えられる。
アメリカでアンクレットが女性の装身具として注目された1930年代から20世紀後半に、カジュアルからフォーマルなデザインの品が作られ、フォーマルなアンクレット（銀、金、またはビーズ製）は今で言う女性向きのファッションジュエリーだった。ポップカルチャーが広まると、若い男女ともに革製のアンクレットを着け、特に素足の女性に好まれている。インドの女性は歴史的に年齢を問わずサリーとともに裸足に着け、トー・リング付きのアンクレットをパヤルと呼んでいる。また伝統的な花嫁の婚礼衣装には、サリーに欠かせない装飾品とする習慣が今も見られる。
両足首のアンクレットをチェーンで結び、足の動きを制限する風習がかつて東南アジアで見られ、「小股で歩く」女性らしいしぐさを生む効果があるとして一般的だったという。現代でもこの習俗を行なう女性はいるものの、公の場ではほとんど見られない。

## アンクレットの歴史

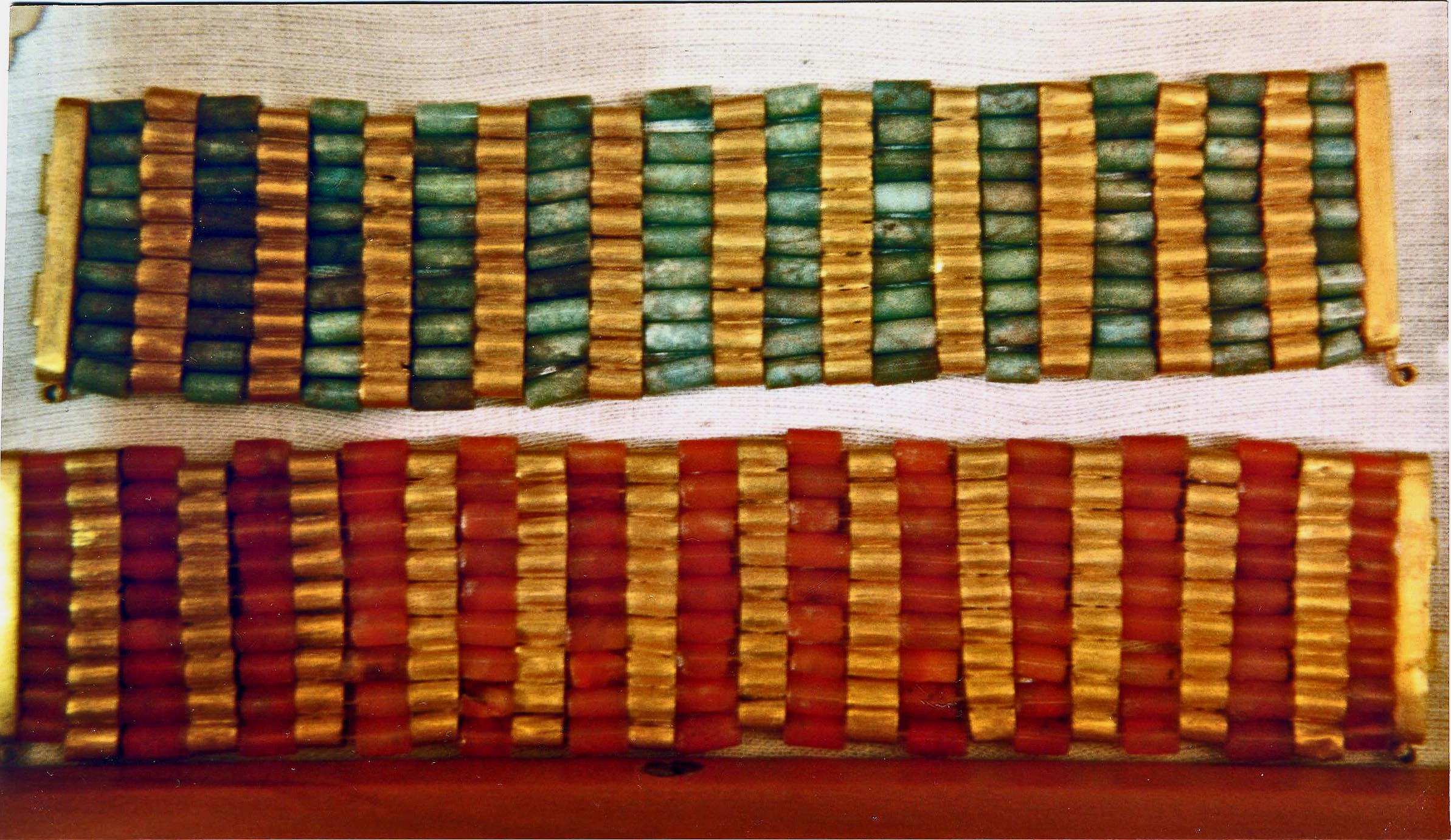
ビーズを綴ったブレスレットとアンクレット。「王の娘」と記された Nubhetepti-khered という女性の副葬品（古代エジプト第13王朝時代、エジプト国立博物館収蔵）

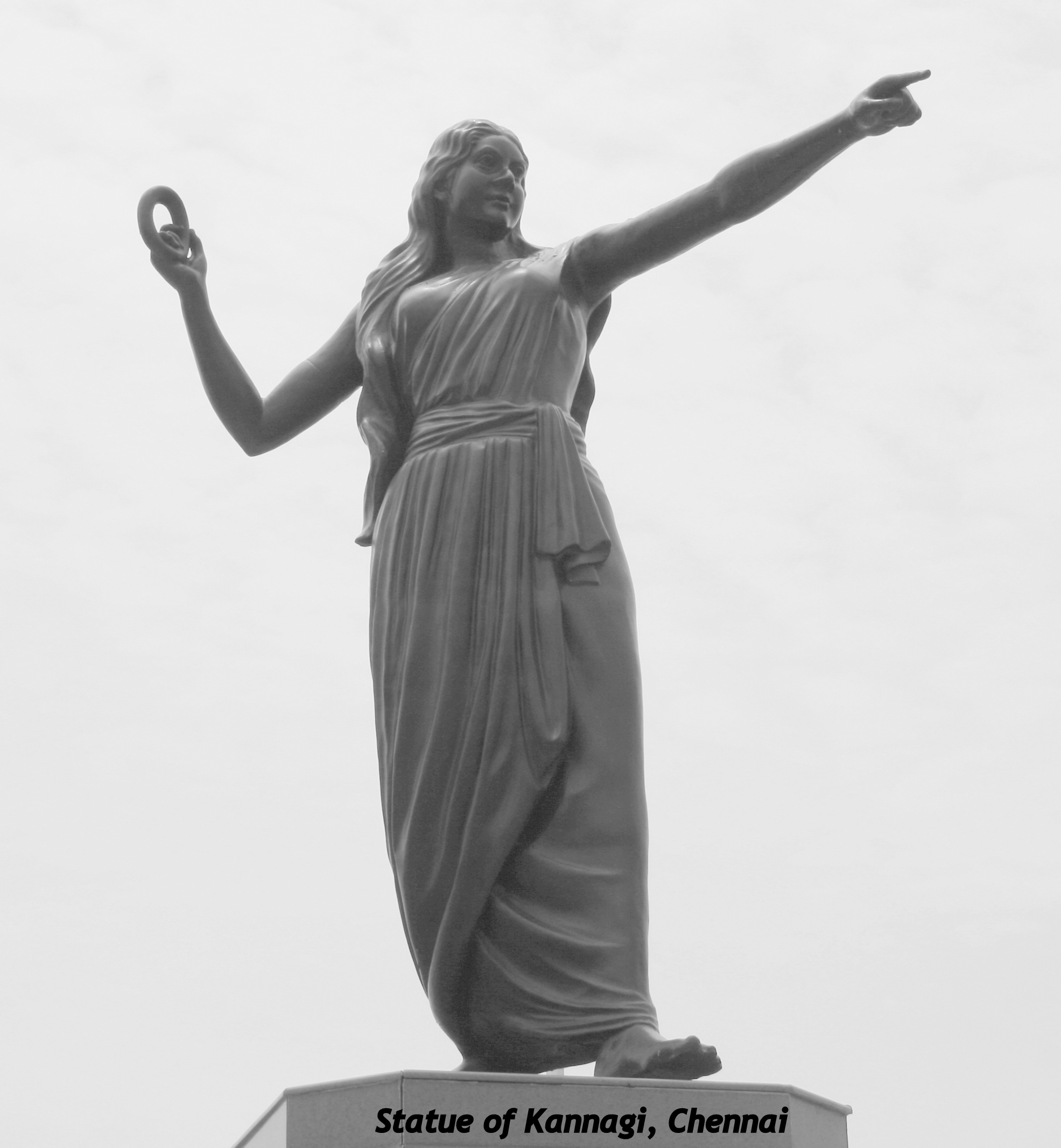
カンナギの像（チェンナイ）

古代エジプト、女性はどの社会階層でもアンクレットを毎日の装飾品として身に着けた。形とデザインに定型はなくさまざまな金属を素材に、金は富裕層、銀や鉄は一般の階層に広まっている。第4、第5、第6王朝の時代、ビーズを通したひもを数本重ねて金具で止めつけたアンクレットで飾ったとされ、サッカラにある第5王朝時代 (紀元前2494年頃から2345年頃) のティや第6王朝 (紀元前2345年頃から2181年頃) のメレルカのマスタバの壁画に踊り子が身に着けた姿が描かれた。
温帯ヨーロッパのブロンズのアンクレットはドナウ川、アルプス山脈の麓、ライン川沿いに大西洋岸までの各地、さらにローヌ川などにわたり、、青銅器時代の早い時期に見られる。紀元前1800年頃以降、アンクレットは特有の青銅器とともに出土、またその分布がクルガン型の墳墓が発見された広い地域にわたることから、草原の遊牧民の文化が共通点と考えられる。
インド東部、紀元前180年頃から紀元前68年頃のシュンガ朝の女性の装いにおいてアンクレットはベルト同様、必ず身につけ女性らしさを示す装身具である。文献によるとアンクレットは輪を鎖状につないだり、複雑に編んで作っている。筒状のアンクレットの端にならぶ輪は非常に細工の繊細な例、輪を強調した例があり、デザインごとに何か意味がこめられたと考えられる。その一例として社会的に身分が高くない女性が身につけるアンクレットの素朴さと対照的に、マカラ (神話)を飾るデーヴァ?の装飾性は高い。
1世紀のタミル文学の叙事詩に妻のカンナギが悪徳金細工職人に夫を殺された『チラパタカラム』(英語版) (アンクレットの物語) という物語がある。カンナギは夫が自分のアンクレットを売ろうとしたと言い、アンクレットの様子を繰り返し述べるのである。
古代には男性の力の象徴であり、伝統的なクシャトリヤ（王族・武人階級）の人々だけが金製のものを着け、他のカーストは銀製しか許されなかった。
古代中国の武人の墳墓から翡翠のブレスレットとアンクレットが出土した。

### 中世
16世紀にイスラム教が広まると、アンクレットは売春に関わる女性の象徴とされた。クリームやオイルで特別な体の手入れをして香りを身につけるだけでなく、女性性やエロチシズムを表現するため、アンクレットをはじめとする多くの宝石の宝飾品をまとった。
アジアでは16世紀まで男女を問わずアンクレットを着け、売春に関わることを示した。

### 20世紀初頭
1900年代初頭、エジプト時代からあるアレキサンドリアなどの都会では、女性が当時の服装ミラーヤレフにホルハールと呼ぶアンクレットを飾った。

## 素材と用途

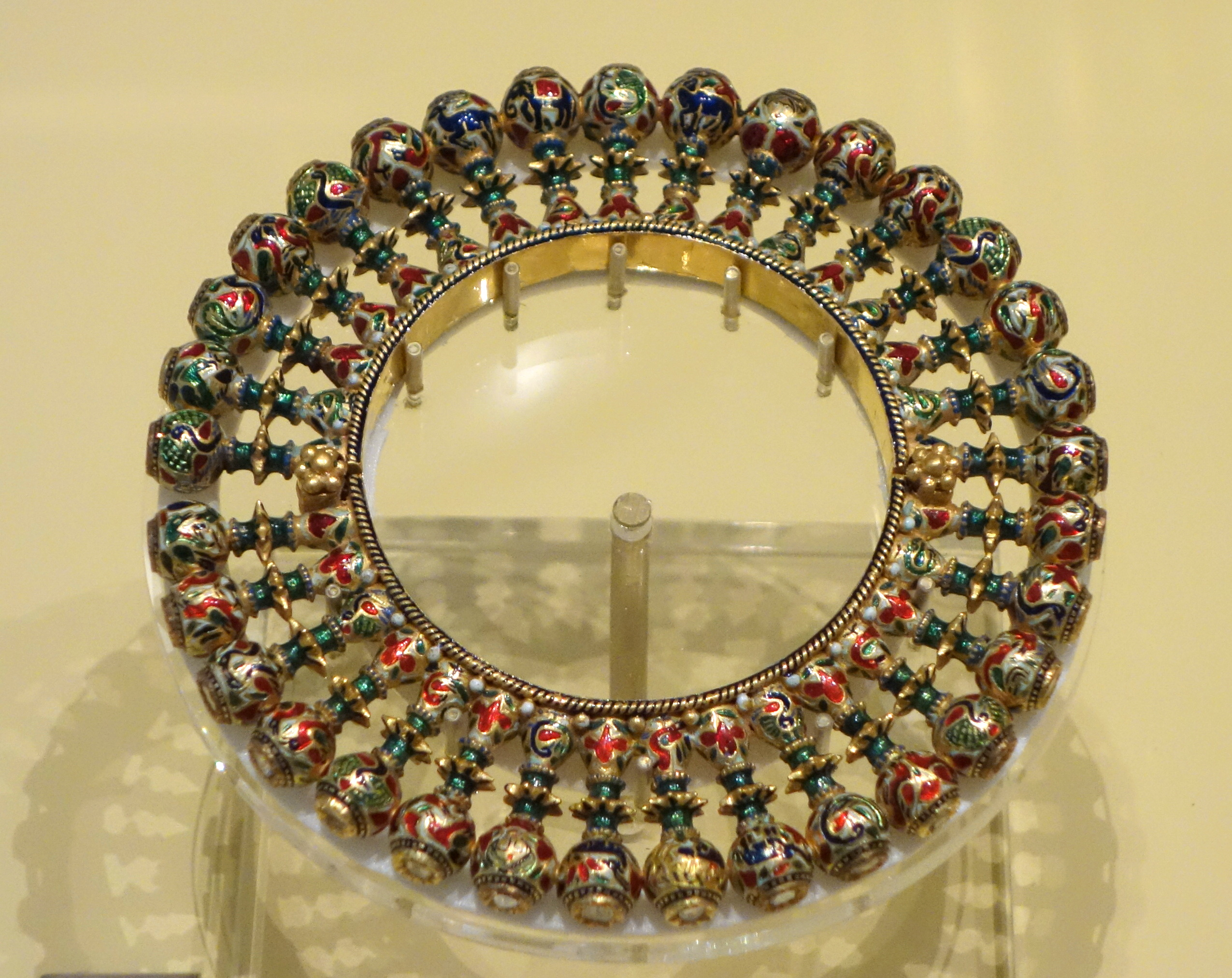
ムガール朝のインド北部のもの。金にダイヤモンドとエナメル彩色。（ロイヤルオンタリオ博物館収蔵）

小粒の真珠や飾り、金属線の編みこみや時代を経た装飾はすべて、流行に取り残されている。kolosは細いチェーンをシンプルなデザインにまとめ、ジュエリーの生産者はモチーフをコラージュしたり地域性の強さを薄めてきた。以前ならカロの装いはサリーと決まっていたが、今は現代風のファッションに今風のブレスレットを着けている。同じ足の指を2種類のネイルで飾る女性もいる。

### 職業の目印として
少女は公衆の場で男装する必要があったほど、女性らしさを示すと身持ちが悪いと見なされた古代エジプトにおいて、アンクレットは売春に関わる女性の印とされた。マリエム・デルウィッチによると「カルカル」（khalkhal）と呼ばれたアンクレットもやはりエロティックさが一目で伝わる演出手段だった。「何が人を魅惑するか。それは私たちの言語や外観のとらえ方の文化に根ざしている。たとえばカルカルをまとった足首は詩人の心を激しく揺さぶったのかもしれない」と述べている。
アジアでは16世紀まで男女を問わず売春に関わることを示すためアンクレットを着けた。

### 着脱できるか固定式か

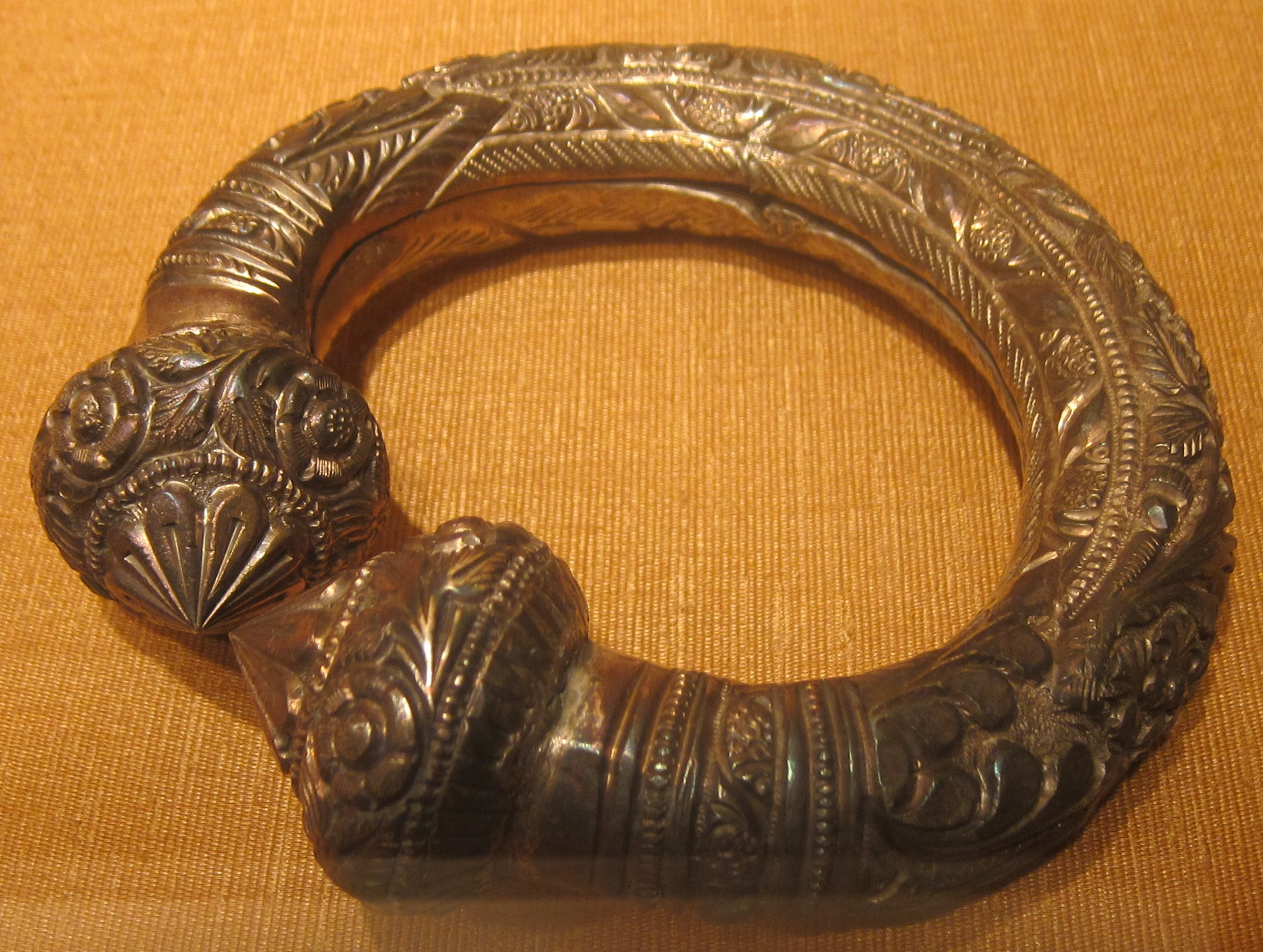
19世紀のアンクレット。銀に金メッキ（インド）

金属製の場合に着脱できるタイプでは、鎖を編んだり金属線を連ねたデザインに留め具をつけ、インドで paayal、pajeb あるいは jhanjhar と呼び鎖で作るタイプがこれに当たる。それに対して金属片を足に合うサイズに曲げて両端を半田付けした着脱できない固定式があり、アフリカ諸国ではこちらのタイプが圧倒的に多い。
これに後出の小さな鈴を付けると動くたびに音が鳴り、踊りに音を添える効果や、「物忌み」の風習がある地域では、女性が近づいてきたと伝えるために用いられた。また両足につける例が多い東洋、どちらか片方の足のみ飾る西洋というおおまかな差が見られる。

### 大きさ、重さ
サーンチーではかつてアンクレットの大きさも重さも著しく、ときに足首から膝に達した。板を円筒状に丸めて半田付けしたデザインは重量感がある。また多くの女性は軽量のばね状のアンクレットの上に円筒状のものを重ね付けして装った。筒状のアンクレットには横方向にわずかな凸凹が施され、足を踏むたび鈴が当たって鳴る音を楽しんだという。鈴の代わりに小石や貝殻をアンクレットに下げて鳴らしたとも考えられ、特に舞踊に用いられた。
現代のインドで結婚式の花嫁の衣裳に使われるjhangheerには「鎖」という意味もあり、地方ではとても重くて人の手を借りないと花嫁が一人で立ち上がれないほどのものがある。アフリカ大陸では富裕な暮らしぶりの象徴と認めている。
アンクレットでもヒンバ族の女性が結婚式の装いで着けるVの字形のものは最大で1 kg、平均700 gである。wolof語（英語）でブレスレットとアンクレットを指す言葉は貴族のみ使えるものを指す。

### 踊りの装身具

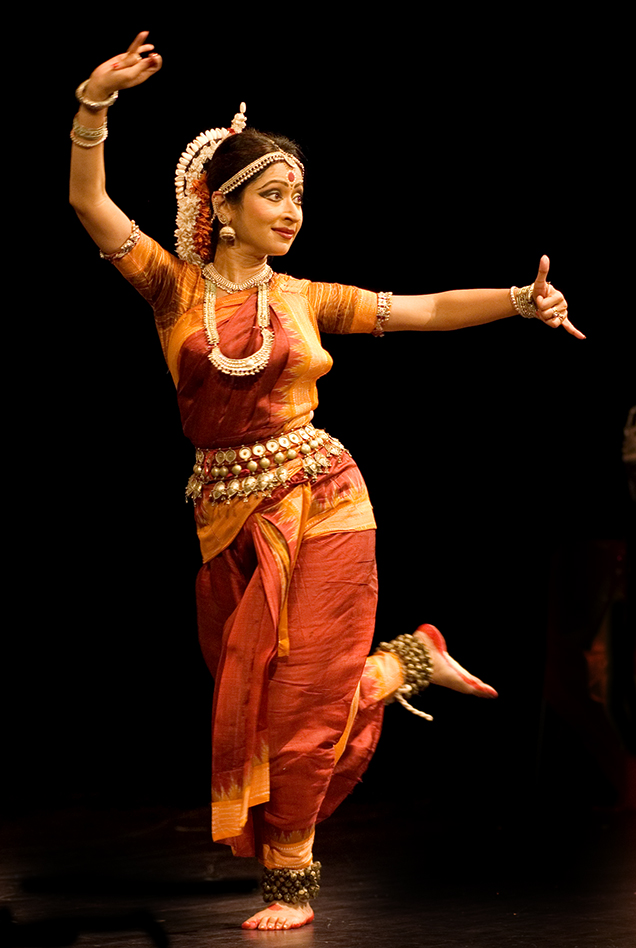
インドの古典舞踊オリッシーの舞い手、ナンディニ・ゴシャル

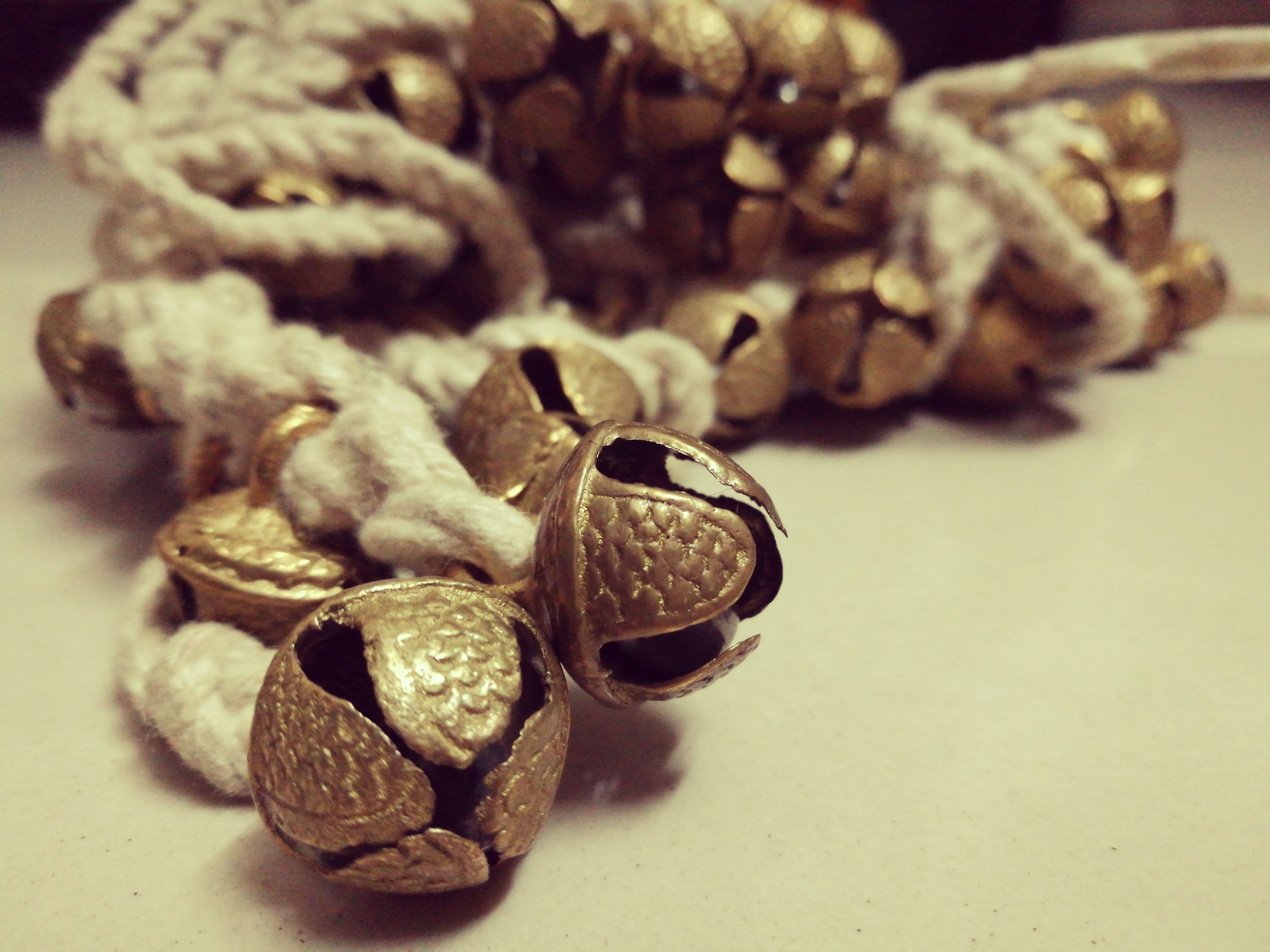
布や革に縫い止める前のグングルー（紐でつないだ鈴）

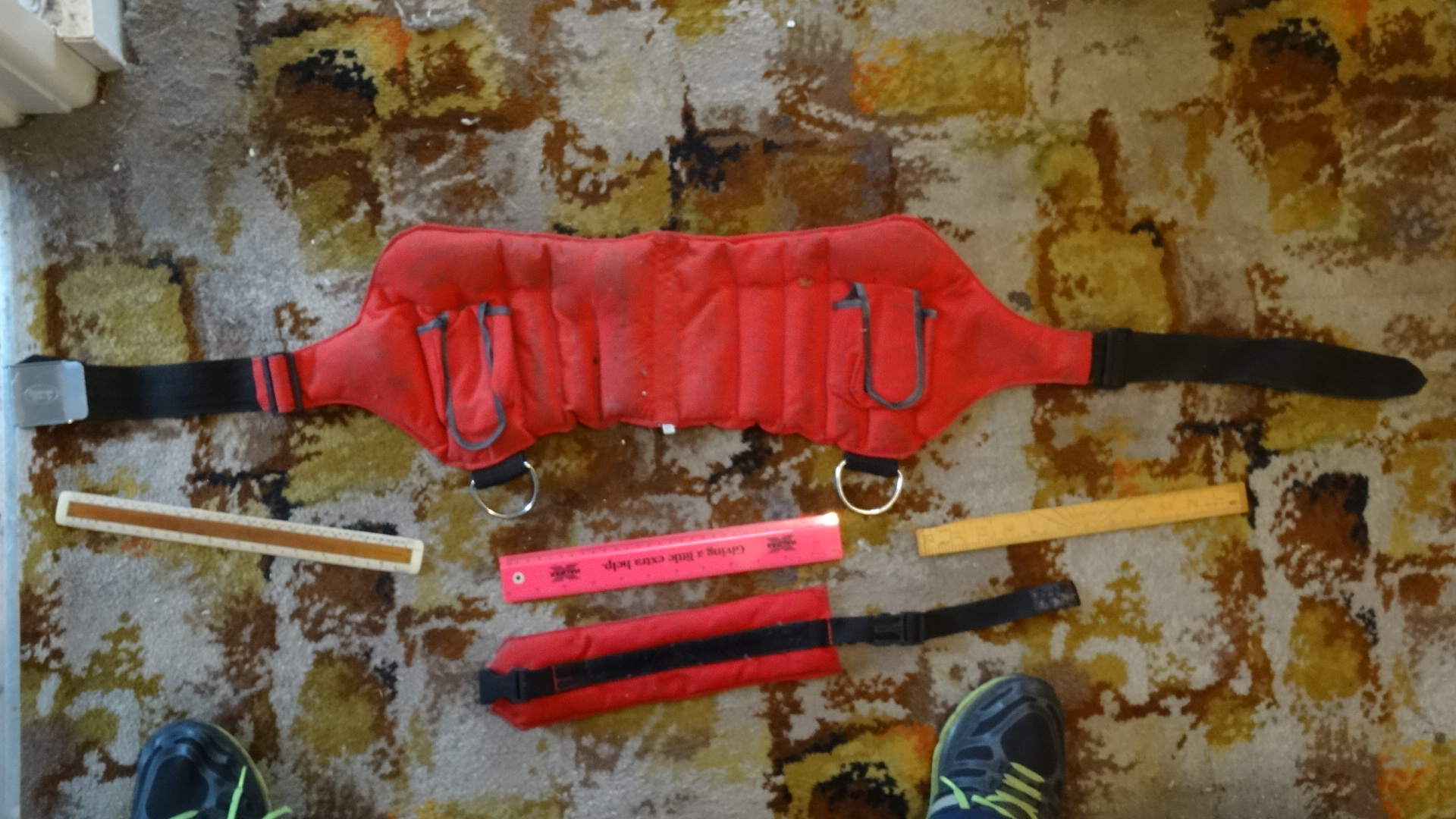
スキューバダイバーが足に着ける重し

小さな鈴を付けると動くたびに音が鳴り、サランガイはブラタナティアム（英語）やカタック（英語）、クチブディ（英語）、オリッシーの踊りで足首に巻くもの、また鈴を連ねたものをグングル (アンクレット) (ghungru（英語） または ghungroo、グングルー) と呼び、足を踏み鳴らして鈴の音を舞いに添える。アンクレレットの鈴は近くに女性がいると伝える役目に使われることがあり、女性が社会に参加しないパルダなどのしきたりがある社会で見られる。
- カタックのソロの舞い手（足元）
- 舞いに合わせて鈴を鳴らすアンクレット
- クメールの伝統舞踊 (カンボジア)

### トーリング
足のおしゃれに足の指にリングをつける。ときにそのリングが附属としてアンクレットにつながるデザインもある。
トーリングの例
- アンクレットとトーリング（英語）を着ける
- トーリングのついたアンクレット

### スポーツ用
スキューバダイバーは水中で脚が浮かないように足首に鉛のおもし（英語）をつける。

## 地域の特徴

### エジプト

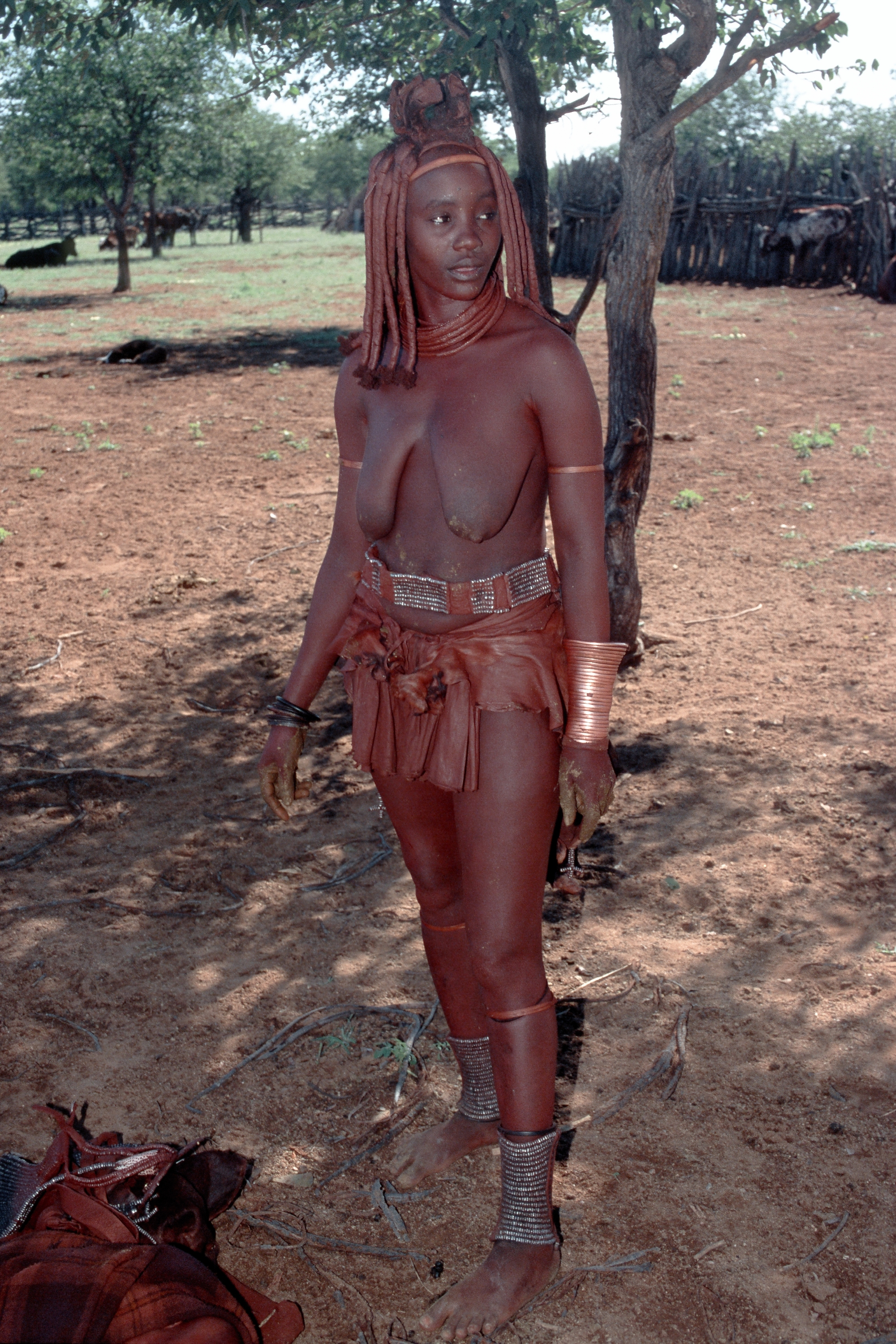
アンクレットを着けたヒンバ族の女性

イスラム教の戒律が厳しくなるにつれ、現代のエジプト人女性は自宅をのぞく公共の場でアンクレットを着けない。

### アフリカ西部
長さは16cm前後、頑丈な表面にトカゲやワニを彫ったものもよく見かける。他に形がカヌーに似た銅製のものは鍛冶の職人が男女を問わず身につけ、トカゲの彫刻は守護精霊のシンボルだという。ニジェールのフラニ族の女性はとてもおしゃれが好きで、目立つ髪型や凝った髪飾り、アンクレットを普段から身につける。装飾品の数と値打ちが一家の貧富の目安にされることから、富裕な女性で片足に何連もアンクレットを着けたり片腕にブレスレットを重ね付けする姿は珍しくない。そのため素材の金属もさまざまで、金のほかアルミニウムから銀、銅を用いている。
アンクレットが結婚の印とされ、女性に贈る習慣がブルキナファソのカッセーナ族 (英語版)にあった。細工の美しさに加え、地金の価格に応じて将来のカップルの社会的な地位を決めたという。300ｇ前後でねじったデザインがよく見られる。

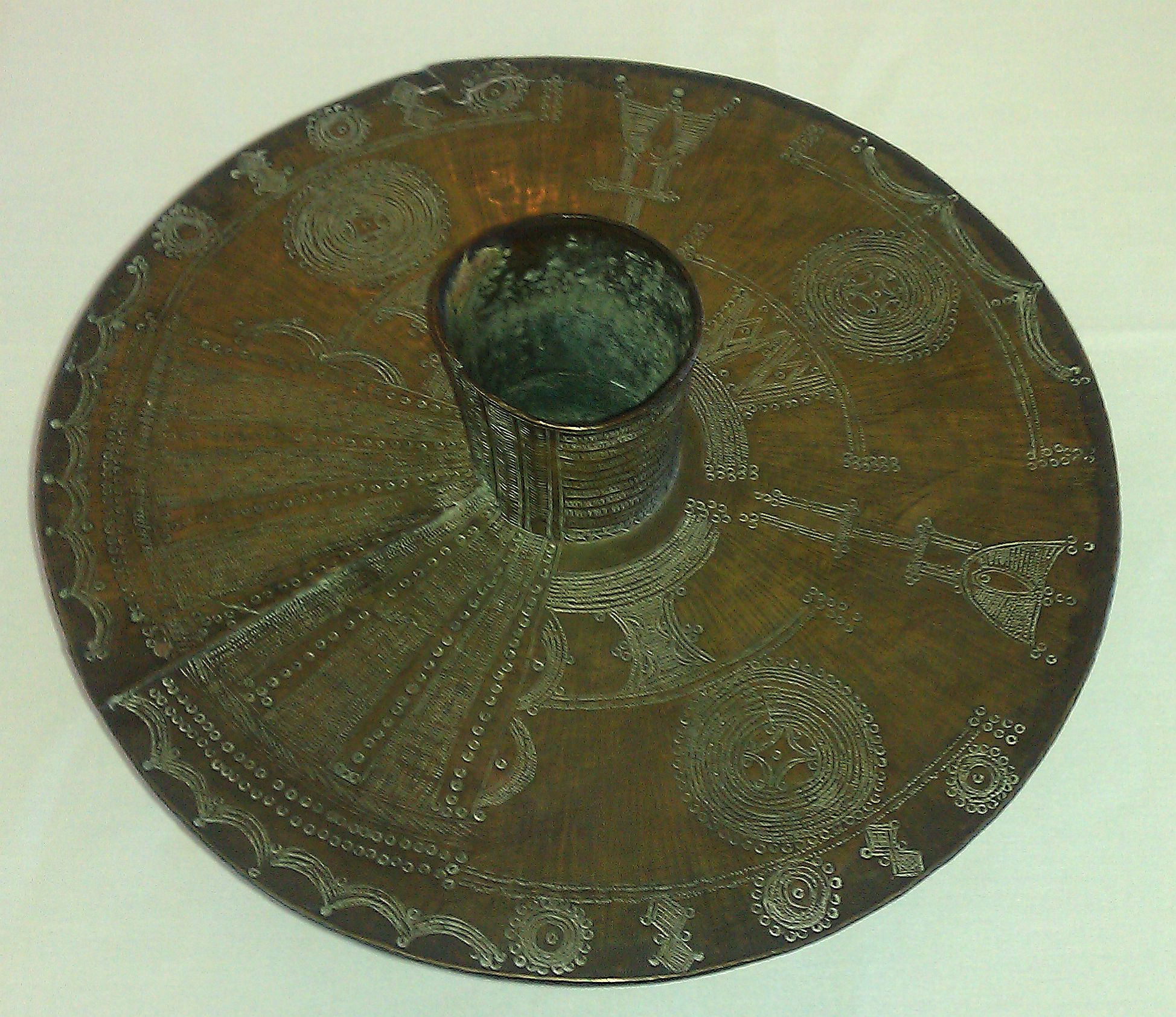
イグボの女性がつけたアンクレット。円盤状の羽が特徴 (ナイジェリア)

### 中央アフリカ
コンゴ民主共和国に暮らすモンゴ族の女性が身につけるアンクレットは結納金代わりであり、花嫁候補に贈るアンクレットは5組とされ、鍛造で球とも思えるほど重厚ながっしりとした輪環に仕上げることから、村の経済を左右する要素になる。表面に装飾はなく重さは1本1 kgにも及ぶものがある。
ファン人の女性のアンクレットはやはり1.5 kgほどもある。3本の線状の装飾が目立つデザインで、モンゴ族と同様、結納の重要な道具であるばかりか、物々交換に用いることもある。

### インド (南アジア)

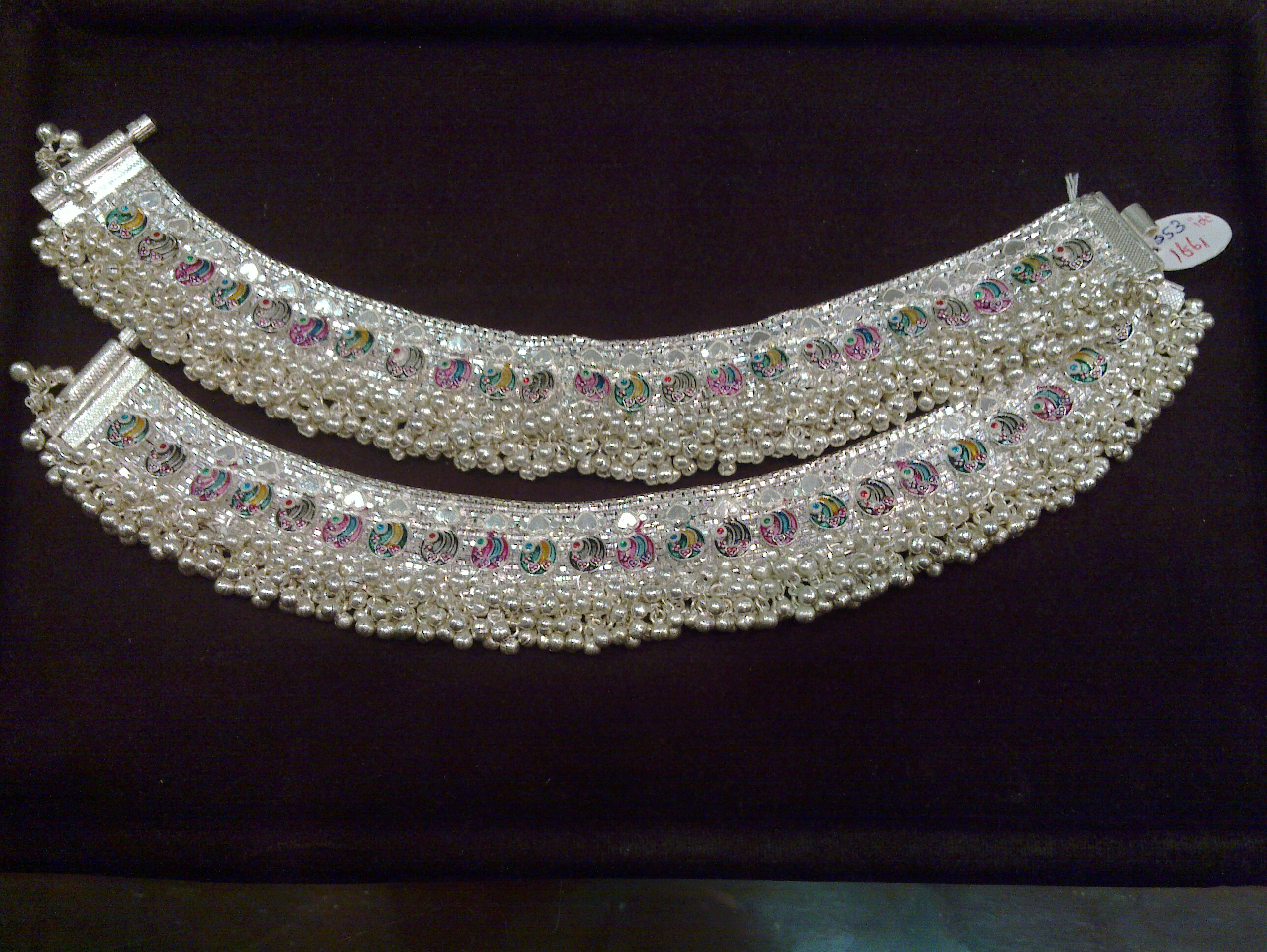
伝統的なインドのデザインのアンクレット（kolusu）

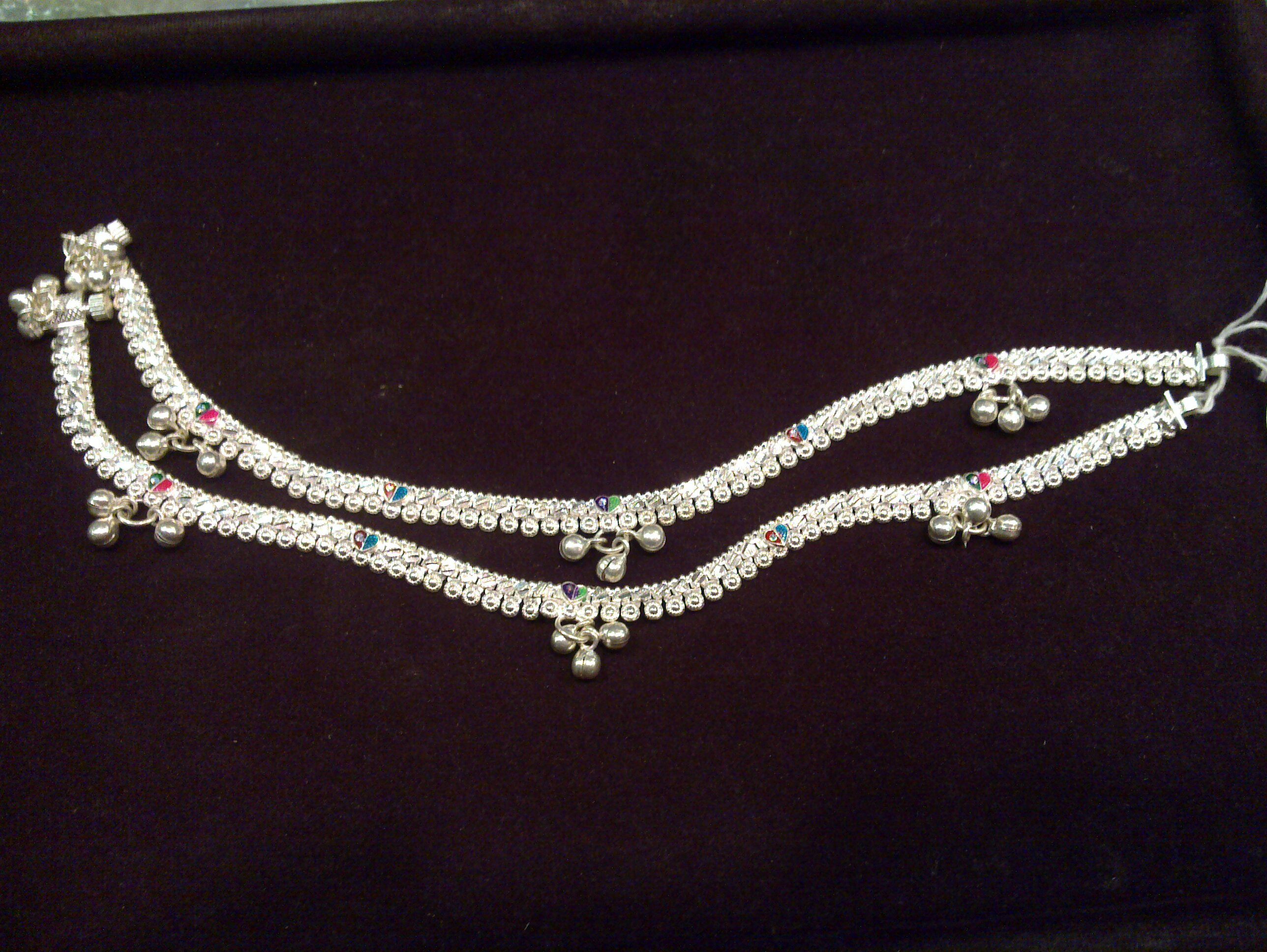
インドの若い女性が好むデザイン (kolusu)

ヒンディー語とパンジャブ語でPayalという言葉はアンクレットを指す。インド東部・ラジャスタンの女性はかつて、世界で最も重いと言われる銀製のアンクレットを身に着けて部族への服従を示した。その女性の姿を競争相手の部族に見せることで、女性の属する部族の勇猛さと富を誇ることができたという。

女性のファッションとして現代のインドでは見かけることが減り、農村部でわずかに見られる。伝統的な宝飾品で有名な南東インドのオリッサ州では、女性が着用するアンクレットはPaunji Nupurと呼ばれ、様々な種類の中にPadapadmaとして知られる足全体を覆うものもある。

### 日本

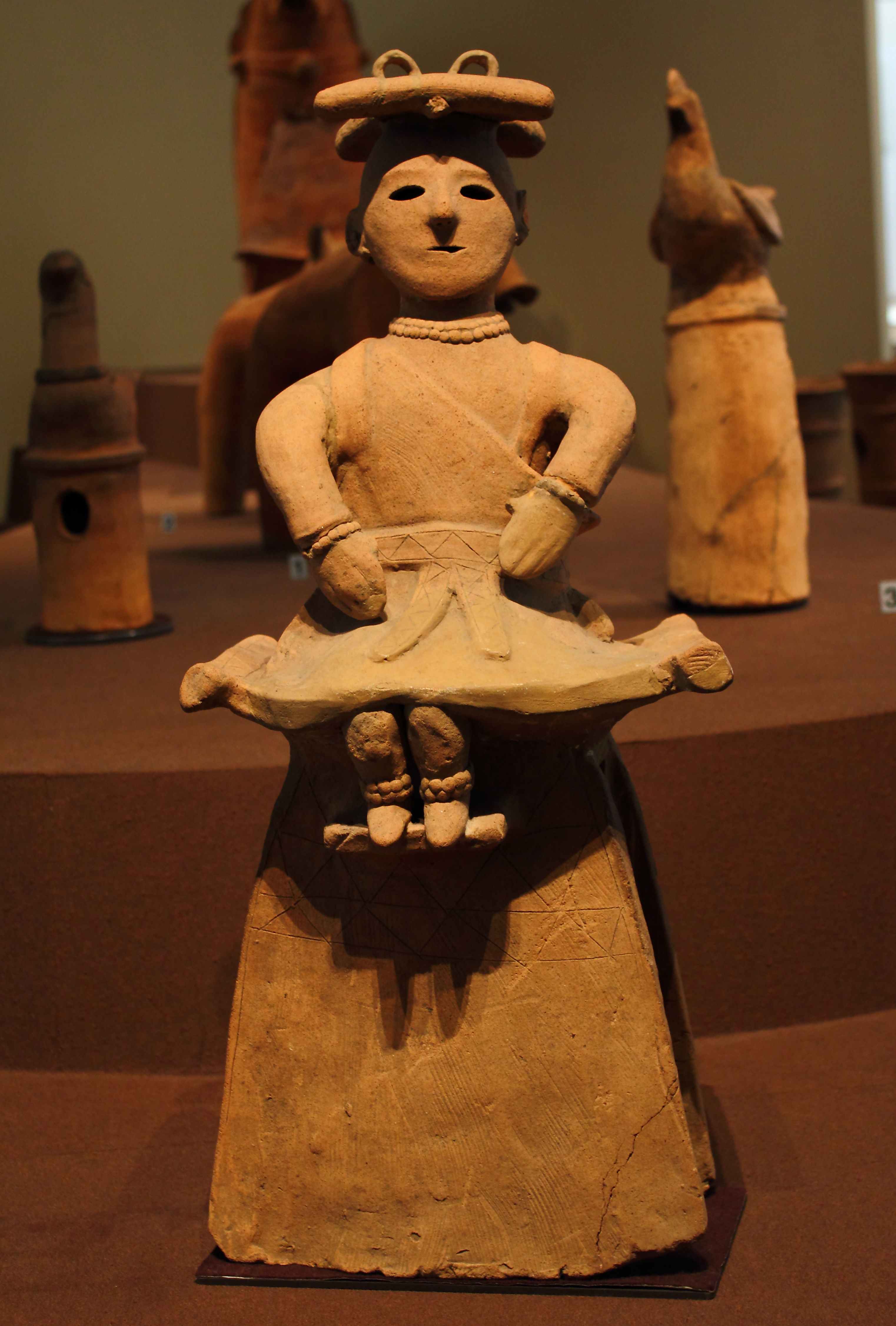
重要文化財「埴輪　腰かける巫女」像（群馬県出土・6世紀）

古墳時代の埴輪に足首に環状の飾りを着けた例は、東京国立博物館の「埴輪　腰かける巫女」像ほか、和歌山県大日山35号墳（6世紀前半）に、力士像と人物像の例がある。

### 中国

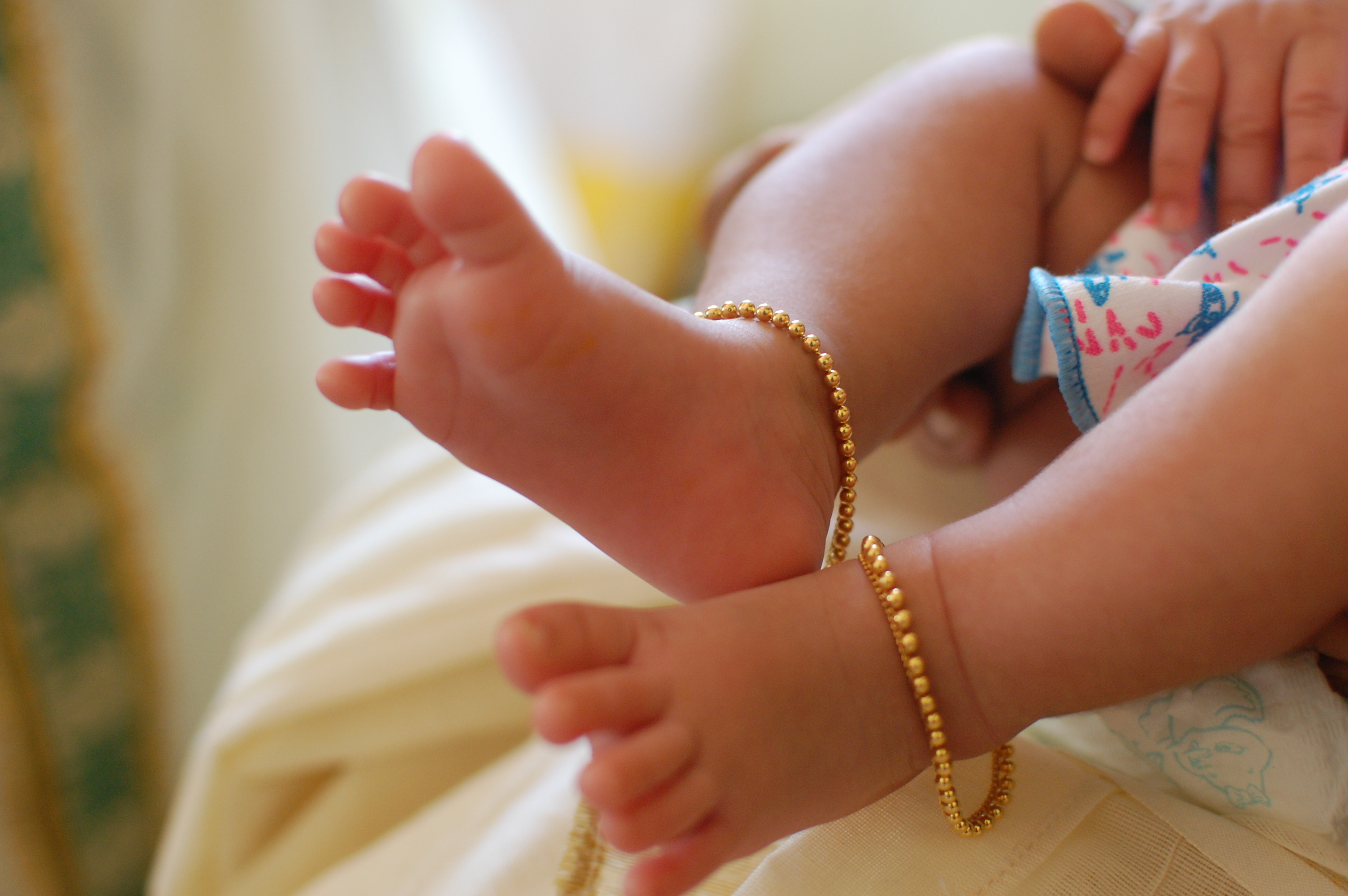
子どもが生まれた祝いにアンクレットを贈る習慣（中国）

中国の習俗では生まれたばかりの幼児にお守りとして付けさせ、魔物を遠ざけるという点が、伝統的な陰陽の考え方を反映していてほかの地域と比べると特徴的である。これを一般向けのアクセサリーに応用して成功した宝飾店の例がある。

### アメリカ

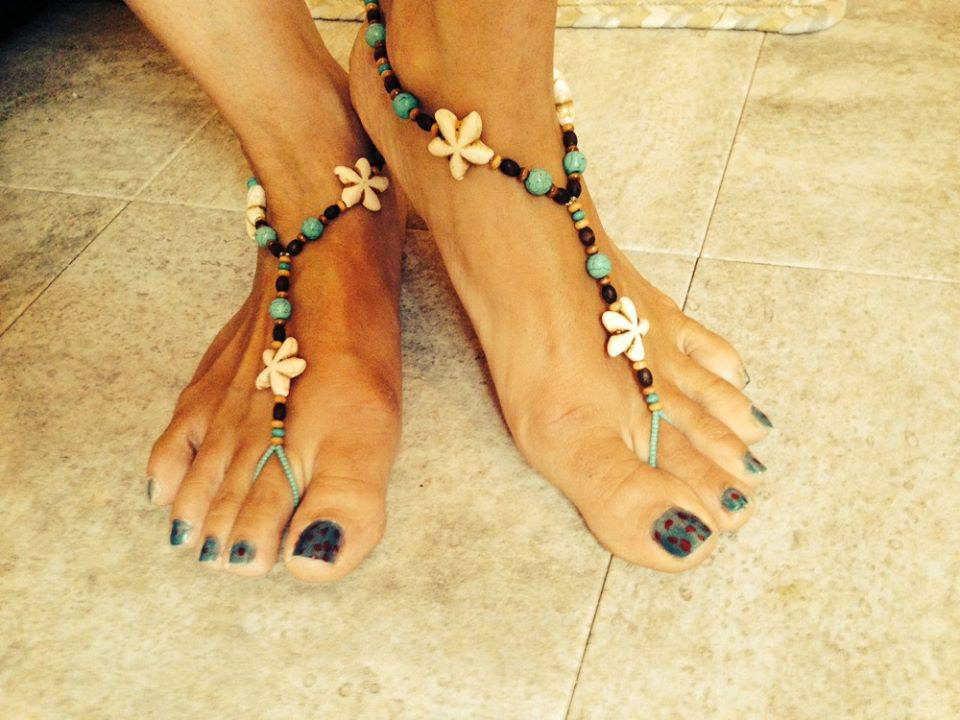
サンダルの鼻緒のように見せたアンクレット（アメリカ）

伝統的な装身具として身につけるばかりではなく、20世紀後半、手軽なアクセサリーとして若い人々の間で人気が出始めた。